# Vata
În mitologia persană, Vata este zeul vântului și aparține grupului de zei Yazatas. A douăzecea zi a fiecărei luni îi este dedicată.